# Дайновское княжество
Дайновское княжество (Дайнавское княжество) — удельное княжество XIII—XIV вв. в составе Великого княжества Литовского. Занимало территорию между Неманом (правые притоки Дитва, Гавья с р. Жижмой) и Мяркисом. По реке Котра граничило с Городенским княжеством. В настоящее время некоторыми исследователями существование княжества отрицается.

## История
Первые летописные сведения об удельном ятвяжском княжестве Дайнова датируются 1255 годом. Позже упоминается под 1259 годом в грамоте князя Миндовга в связи с Ливонским орденом. В 1270-е годы во владении литовского князя Трайдена, при котором и вошло в состав Великого княжества Литовского.

## Население
Население княжества — потомки балтоязычного племени ятвягов, позже ассимилированного славянами и литвой.

## Отражение в топонимии
Деревни с живущими в них ятвягами назывались Ятвязь и Дайнова (Дайна — это традиционная народная литовская песня, а Дайнова — радуга).
Ныне Дайнава (иначе именуемая Дзукией) — историческая область на юге Литовской республики, а также расположенная там пуща Дайнава. А также в Литве имеются ещё 11 топонимов «Дайнава»:
- районы городов Каунас и Алитус,

а также населённые пункты в
- Электренском самоуправлении,
- Кайшядорском районе,
- Укмергском районе,
- Варенском районе,
- Вильнюсском районе
- три в Шальчининкском районе
- железнодорожная станция Дайнава в Алитусском районе.

В литовском городе Алитусе базируется футбольный клуб «Дайнава».
В Белоруссии 9 топонимов «Дайнова» (бел. Дайнава), 6 из них в Гродненской области (1 в Островецком районе, 2 в Вороновском районе, 1 в Ивьевском районе и 2 в Лидском районе) и 3 в Минской области (2 в Воложинском районе и 1 в Пуховичском районе).
А. Каминский пишет, что на территории исторической Литвы было 28 поселений Дайнова. Они располагались вплоть до Минска. По другой, левой, стороне Немана находились селения Ятвязь.